# Coruscations
Coruscations (Nederlands: Schitteringen, glans) is een compositie van Arthur Butterworth. Butterworth schreef dit werk voor het Haffner Orchestra, volledig bestaande uit amateurmuzikanten, aangevuld met beroepsmusici. De componist deed zoiets wel vaker. Hij haalde voor dit werk zijn inspiratie uit het Lake District, al eerder onderwerp van zijn werken, met name in de jaren vijftig. In dit geval was het Morecambe Bay. Net als ander werk van deze componist, past het werk niet binnen de klassieke muziek van de 20e eeuw; het is qua klank meer in te schatten aan eind 19e eeuw.
Het schrijven voor amateur musici had wel tot gevolg dat werk vooralsnog (gegevens 2014) niet officieel is uitgegeven. 
Het werk werd ingepast in een programma waaruit blijkt dat het een van de betere amateurorkesten is:
- dirigent: Natalia Luis-Bassa
- solisten: Raphael Wallfisch (cello) en Elizabeth Wallfisch (viool)
- Ludwig van Beethoven: Symfonie nr. 3
- Antonin Dvorak: Symfonische variaties
- Arthur Butterworth: Coruscations for orchestra
- Johannes Brahms: Dubbelconcert voor viool en cello in a mineur